# Ludwigshöher Straße 12

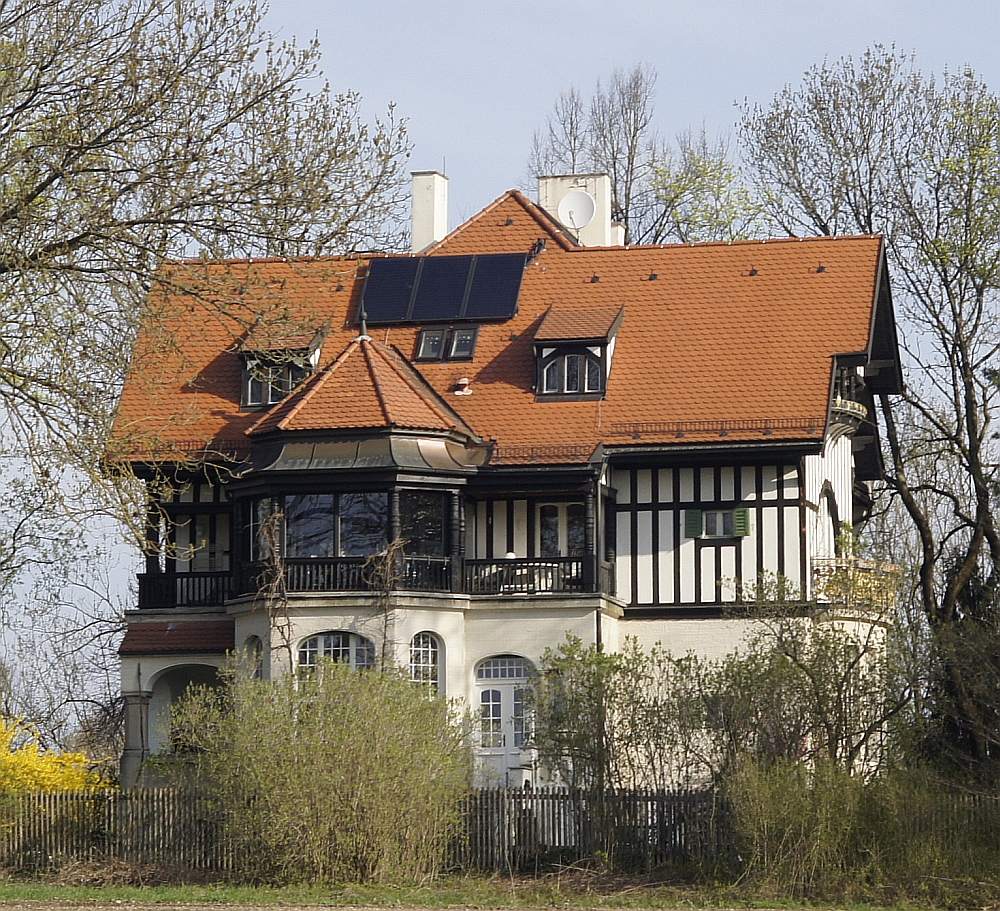
Villa Ludwigshöher Straße 12

Das Haus Ludwigshöher Straße 12 in München ist eine Villa im Landhausstil. Das Gebäude ist als Baudenkmal in die Bayerische Denkmalliste eingetragen.

## Lage
Das Haus liegt im Münchner Stadtteil Thalkirchen in einem Winkel zwischen der Ludwigshöher Straße und der Wolfratshauser Straße auf einem Grundstück, das an beide Straßen anschließt. Nördlich dieses Grundstücks schließen sich bis zur Straßenecke zwei weitere bebaute Grundstücke an, südlich folgt freies Feld bis zum Gelände des Krankenhauses Martha Maria.

## Geschichte
Das Gebäude wurde um 1899–1900 von Martin Dülfer als Villa Hugo Schmidt im anglisierenden Landhausstil errichtet, an dessen Einführung in München Dülfer maßgeblich beteiligt war.

## Beschreibung
Das Haus ist ein zweigeschossiges Gebäude über einem leicht unregelmäßigen, im Wesentlichen aber T-förmigen Grundriss. Im Süden hat er einen Verandavorbau. Das Obergeschoss zeigt normannisches Ständerfachwerk.
Im Inneren befindet sich im Nordwesten eine große Halle mit Treppe, die Wohnräume sind nach Süden und Osten ausgerichtet.